# Comuna Cocieri, Dubăsari
Comuna Cocieri este o comună din raionul Dubăsari, Republica Moldova. Este formată din satele Cocieri (sat-reședință) și Vasilievca.

## Demografie
Conform datelor recensământului din 2014, comuna are o populație de 3.885 de locuitori. La recensământul din 2004 erau 4.336 de locuitori.

## Administrație și politică
Componența Consiliului local Cocieri (13 consilieri), ales la 5 noiembrie 2023, este următoarea:
|  | Partid                                        | Consilieri | Componență | Componență | Componență | Componență |
|  | --------------------------------------------- | ---------- | ---------- | ---------- | ---------- | ---------- |
|  | Partidul Socialiștilor din Republica Moldova  | 4          |            |            |            |            |
|  | Partidul Dezvoltării și Consolidării Moldovei | 4          |            |            |            |            |
|  | Partidul Acțiune și Solidaritate              | 2          |            |            |            |            |
|  | Partidul Comuniștilor din Republica Moldova   | 2          |            |            |            |            |
|  | Coaliția pentru Unitate și Bunăstare          | 1          |            |            |            |            |